# Liste von Buddhas

## Die 29 Buddhas
Im Pali-Kanon ist die Geschichte der Buddhas vor Siddharta Gautama im Buddhavamsa festgehalten. Auch im Jainismus spielen diese Buddhas eine Rolle. Die Namen sind in pali angegeben, Alternativschreibweisen in Klammern.
1. Taṇhaṅkara
2. Medhaṅkara
3. Saraṇaṅkara
4. Dīpaṃkara
5. Kondañña (Kaundinya)
6. Mangala
7. Sumana
8. Revata (Raivata)
9. Sobhita
10. Anomadassi (Anavamadarsin)
11. Paduma (Padma)
12. Nārada
13. Padumuttara (Padmottara)
14. Sumadha (Sumedha)
15. Sujata
16. Piyadassi (Priyadarsin)
17. Atthadassi (Arthadarsin)
18. Dhammadassī (Dharmadarsin)
19. Siddhattha
20. Tissa (Tishya)
21. Phussa (Pushya)
22. Vipassī (Vipasyin)
23. Sikhī (Sikhin)
24. Vessabhū (Visvabhu)
25. Kakusanda (Krakucchanda)
26. Konāgammana (Kanakamuni)
27. Kassapa (Kasyapa)
28. (Gotama)
29. Maitreya

## Weitere Buddhas undBodhisattvas
- Maitreya
- Budai (jp. Hotei)
- Padmasambhava
- Manjushri
- Mahasthamaprapta
- Akasagarbha
- Ksitigarbha (jp. Jizo)
- Möpa

## Buddhas imVajrayana-Buddhismus
| transzendente Buddhas (Adibuddhas/Dhyanibuddhas) | Bodhisattvas    | Manushibuddhas | Shaktis          |
| ------------------------------------------------ | --------------- | -------------- | ---------------- |
| Vairocana                                        | Samantabhadra   | Krakucchanda   | Vajradhatishvari |
| Akshobhya                                        | Vajrapani       | Kanakamuni     | Locana           |
| Ratnasambhava                                    | Ratnapani       | Kasyapa        | Mamaki           |
| Amitabha                                         | Avalokiteshvara | Shakyamuni     | Pandara          |
| Amoghasiddhi                                     | Vishvapani      | Maitreya       | Tara             |

## Belege
1. ↑  Robert Buswell Jr., Donald S. Lopez Jr. (Hrsg.): Buddhavamsa. In: Princeton Dictionary of Buddhism. Princeton University Press, Princeton, NJ 2013, ISBN 978-0-691-15786-3, S. 156.
2. ↑  R. Morris (Hrsg.): XXVII: List of the Buddhas. The Buddhavamsa. Pali Text Society, London 1882. (Digitalisat (Memento vom 28. Februar 2016 im Internet Archive))
3. ↑  I. B. Horner (Hrsg.): The minor anthologies of the Pali canon. Volume III: Buddhavaṁsa (Chronicle of Buddhas) and Cariyāpiṭaka (Basket of Conduct). Pali Text Society, London 1975, ISBN 0-86013-072-X.